# Mohammed Ben Slimane al-Jazouli
Pour les articles homonymes, voir al-Jazouli.
Abū Abdullah Muhammad ibn Sulaymān ibn Abû Bakr al-Jazouli al-Simlālī Al Hassani (amazighe : ⵎⵓⵃⵎⵎⴷ ⴰⵊⴰⵣⵓⵍⵉ ⵎⵓⵃⵎⵎⴷ ⵓ ⵙⵍⵉⵎⴰⵏ ⵓ ⴰⴱⵓ ⴱⴰⴽⵔ ⴰⵙⵉⵎⴰⵍⵉ ⴰⵃⴰⵙⴰⵏⵉ, arabe : ابو عبدالله محمد ابن سليمان ابن ابوبكر الجزولي السملالي الحسني ) (décédé en 1465), souvent connu sous le nom de Sidi Ben Slimane, d'Imam al-Jazouli ou de Cheikh Jazouli, était un soufi marocain fondateur de la confrérie al-Jazūliyya et l'un des sept saints de Marrakech. Autour de sa sépulture s'est constituée la Zaouïa de Sidi Ben Slimane al-Jazouli. 
Il doit sa notoriété pour avoir compilé le Dala'il al-Khayrat, un livre de prière musulman extrêmement populaire. Ce livre est généralement divisé en 7 sections pour chaque jour de la semaine .

## Biographie

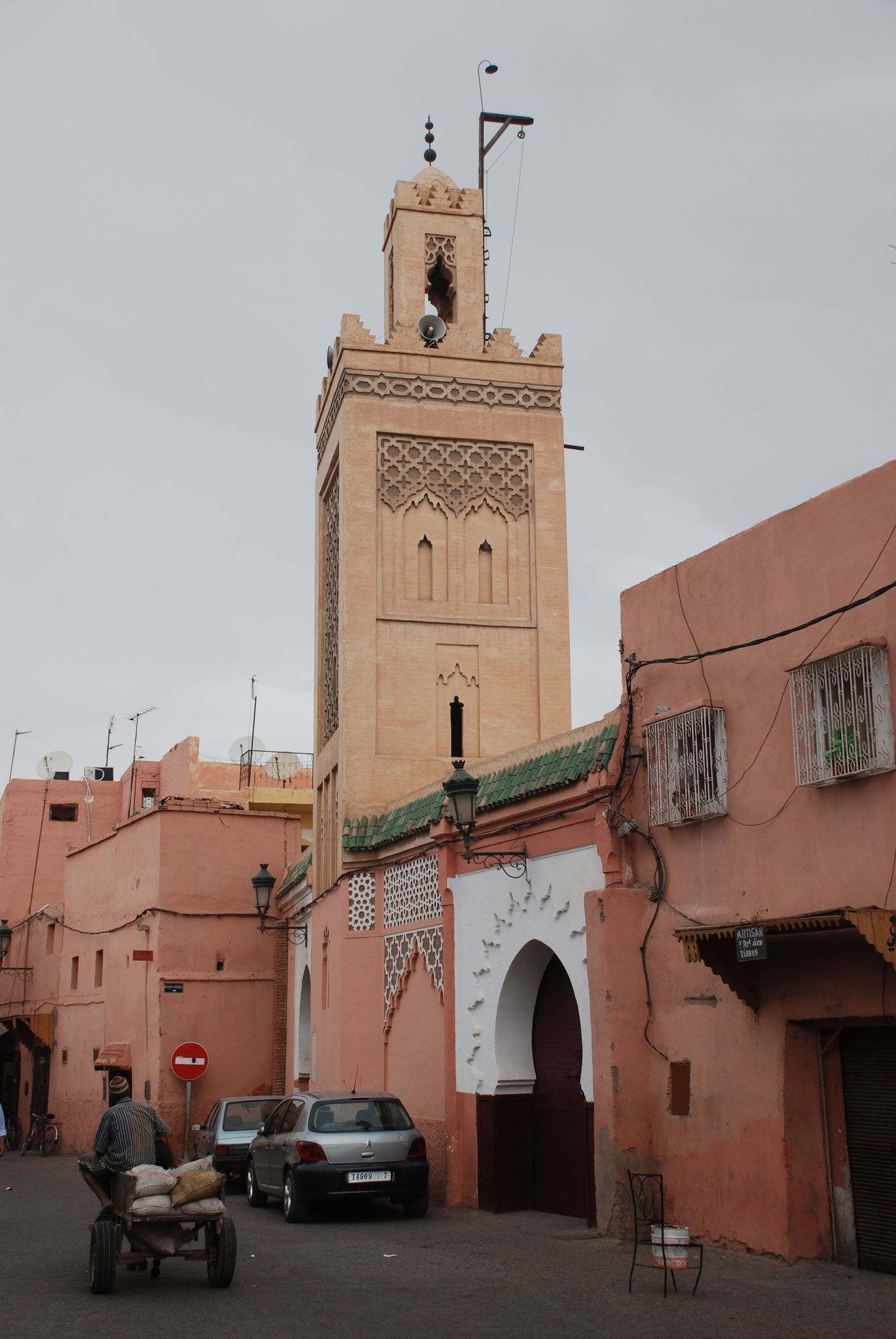
Minaret et entrée de la Zaouiya Jazoulia, dans le nord de la médina de Marrakech

Al-Jazouli vivait dans la région historique de Souss au Maroc. Il y a étudié et s'est ensuite rendu à la Madrasat As-Saffarîn à Fès où sa chambre est toujours indiquée aux visiteurs aujourd'hui. À Fès, il a mémorisé des œuvres de Usul al-fiqh et de la loi malékite, comme Mukhtasr al-Far'i d'Ibn al-Hajib et Al-Mudawwana al-Kubra de Sahnun. Il a également rencontré le célèbre juriste et mystique Ahmad Zarrouq. Après avoir réglé une querelle tribale, il a quitté la région et a passé les quarante années suivantes à La Mecque, Médine et Jérusalem. Après son long voyage, il est retourné à Fès où il a terminé le livre de prières Dala'il al-Khayrat. 
Il a été initié à la tariqa chadhiliya, un ordre soufi, par un descendant d'Abu Abdallah Mohammed Amghar, cheikh des Banu Amghar. Il a passé quatorze ans en khalwa (ermitage) puis s'est rendu à Safi où il a rassemblé autour de lui de nombreux adeptes. Le gouverneur de Safi l'expulsa et l'empoisonna par la suite. Il mourut en 1465, pendant la prière. Sa tombe à Afoughal est devenue le centre de la résistance saadienne contre les Portugais. Abu Abdallah al-Qaim choisit Afoughal comme résidence en témoignage du profond respect qu'il éprouvait pour al-Jazoui. 
On raconte qu'en 1541, soixante-dix-sept ans après sa mort, son corps a été exhumé pour être transféré à Marrakech et jugé intact. Dans la partie nord de la médina de Marrakech, le sultan saadien Ahmad al-Araj (1517-1544) fit construire un mausolée pour al-Jazouli. Le mausolée a été agrandi et en partie reconstruit sous le règne des sultans Moulay Ismaïl et Mohammed Ben Abdallah .